# 安娜·埃什帕尔
安娜·埃什帕尔（西班牙語：Anna Espar Llaquet，1993年1月8日—），出生於巴塞罗那，西班牙女子水球运动员，亦為西班牙國家女子水球隊成員。其妹妹克拉拉·埃什帕尔也是水球运动员。

## 簡歷
2012年，安娜·埃什帕尔代表西班牙參加英國倫敦舉行的奥林匹克运动会女子水球比賽，最後在決賽中不敵美國隊，贏得銀牌。